# Hartmut Zohm
Hartmut Zohm (* 2. November 1962 in Freiburg im Breisgau) ist ein deutscher Plasmaphysiker.

## Wissenschaftliche Laufbahn
Zohm wurde 1990 an der Ruprecht-Karls-Universität Heidelberg und am Max-Planck-Institut für Plasmaphysik in Garching promoviert. Die Dissertation Investigation of Magnetic Modes in the ASDEX Tokamak erhielt 1991 die Otto-Hahn-Medaille. Als Post-Doktorand war er bei General Atomics in San Diego. 1996 habilitierte er sich an der Universität Augsburg in Experimentalphysik und war 1996 bis 1999 Professor für Elektrotechnik und Plasmaforschung an der Universität Stuttgart. Seit 1999 ist er wissenschaftliches Mitglied des Max-Planck-Instituts für Plasmaphysik und leitet den Bereich Tokamak-Szenario-Forschung. 2003 wurde er Honorarprofessor an der Ludwig-Maximilians-Universität München.

## Forschung
Er erforscht mit seiner Abteilung am ASDEX Upgrade (und am Jet) Plasmazustände (Tokamak-Szenarien), Abfuhr von Energie, Teilchenkontrolle einschließlich der Abfuhr der Helium-Asche und Kontrolle von Randinstabilitäten (Edge localized modes) für einen optimalen Betrieb von ITER und den geplanten Nachfolger DEMO.

## Auszeichnungen
2014 erhielt er den John-M.-Dawson-Preis für Plasmaphysik der American Physical Society. 2016 erhielten er und Sergei Bulanow den Hannes-Alfvén-Preis „für ihre experimentellen und theoretischen Beiträge zur Entwicklung der nächsten Stufe von großmaßstäblichen Geräten der Erforschung von Hochtemperaturplasmen“ (Laudatio).

## Schriften
- Magnetohydrodynamic Stability of Tokamaks, Wiley-VCH 2014, ISBN 978-3-527-41232-7
- ASDEX Upgrade Team, EUROfusion MST1 Team: Recent ASDEX Upgrade Research in Support of ITER and DEMO, Nuclear Fusion 55, 104010 (2015)
- On the minimum size of DEMO, Fusion Science and Technology 58, 613 (2010)
- mit anderen: Control of MHD instabilities by ECCD: ASDEX Upgrade results and implications for ITER, Nuclear Fusion 47, 228-232 (2007)
- mit anderen: Experiments on Neoclassical Tearing Mode stabilization by ECCD in ASDEX Upgrade, Nuclear Fusion 39, 577-580 (1999)
- Edge localized modes (ELMs), Plasma Physics and Controlled Fusion 38, 105-128 (1996)
- Dynamic Behavior of the L-H Transition, Physical Review Letters 72, 222-225 (1994)
- mit anderen: Plasma Angular Momentum Loss by MHD Mode Locking, Europhysics Letters 11, 745 (1990)